# Maria Centracchio
Maria Centracchio   (Castel di Sangro, Itàlia, 28 de setembre de 1994) és una judoka italiana, ja retirada, que va competir en la categoria de pes semi mitjà (-63 Kg). Va participar en 1 Olimpíada, guanyant la medalla de bronze als Jocs Olímpics de Tòquio 2020. A més, també va guanyar 1 medalla de bronze als Campionats d'Europa de Minsk 2019.
A part de judoka és agent de la policia de l'estat italiana. L'octubre de 2022 va anunciar que patia de fibromiàlgia.
Actualment és entrenadora de judokes, especialment del seu germà petit Luigi.

## Trajectòria professional
| Jocs Olímpics       | Jocs Olímpics | Jocs Olímpics | Jocs Olímpics |
| Any                 | Seu           | Posició       | Categoria     |
| ------------------- | ------------- | ------------- | ------------- |
| 2020                | Tòquio        | 3             | -63 Kg        |
| Campionat del Món   |               |               |               |
| 2019                | Tòquio        | 1/8 de final  | -63 Kg        |
| 2021                | Budapest      | 1a ronda      | -63 Kg        |
| Campionats d'Europa |               |               |               |
| 2016                | Kazan         | 1/8 de final  | -57 Kg        |
| 2019                | Minsk         | 3             | -63 Kg        |
| 2020                | Praga         | 1/8 de final  | -63 Kg        |
| 2021                | Lisboa        | 7a posició    | -63 Kg        |